# Ван дер Вульп, Фредерик
Фредерик Мауриц ван дер Вульп (нидерл. Frederik Maurits van der Wulp; 13 декабря 1818, Гаага — 27 ноября 1899, там же) — нидерландский энтомолог, специалист по систематике двукрылых.

## Биография
Федерик ван дер Вульп родился в Гааге 13 декабря 1818 года. С 1843 по 1893 работал в Управлении по аудиту Нидерландов. После выхода в отставку он награждён рыцарской степенью Ордена Оранских-Нассау. В 1848 году он женился на Жанне Луизе Корнелии Бредерхуйзен, от которой у него было четверо детей (3 сына и 1 дочь). В 1845 году Вульп стал одним из основателей Нидерландского энтомологического общества. С 1870 по 1894 годы был секретарём общества. С 1867 по 1894 годы являлся редактором журнала «Tijdscrift voor Entomologie». В 1894 году он был избран почетным членом Общества.  С момента смерти жены в 1895 году до своей смерти 27 ноября 1899 года ван дер Вульп жил со своей единственной дочерью.

## Научные достижения
Вульп занимался систематикой двукрылых в масштабе мировой фауны. Он описал 1931 новых для науки таксонов насекомых. Большинство видов, описанных Вульпом, находится в Зоологическом музее в Амстердаме, а некоторые — в Музее естественной истории в Лейдене. Большая часть синтипов, описанных из Центральной Америки, хранятся в Британский музей естествознания в Лондоне.

## Публикации
Опубликовал множество научных работ по энтомологии, в том числе:
- Wulp, F.M. van der. De Nederlandsche Entomologische Vereeniging. Geschiedkundig overzicht 1845–1895.. — Amsterdam: Martinus Nijhoff, ‘s-Gravenhage., 1895. — 99 p.
- Wulp F. M. van der. Amerikaansche Diptera (нид.) // Tijdschrift voor Entomologie. — 1881. — Bd. 24. — P. 141–168. — ISSN 0040-7496.
- Wulp, F.M. van der & J.C.H. de Meijere, . Nieuwe naamlijst van Nederlandsche Diptera (нид.) // Tijdschrift voor Entomologie. — 1898. — Bd. 41 Suppl.. — P. 1–149. — ISSN 0040-7496.
- Wulp F. M. van der. Eenige uitlandsche Diptera (нид.) // Tijdschrift voor Entomologie. — 1891. — Bd. 34. — P. 193–218. — ISSN 0040-7496.